# Монколін-Кольонія
Монколін-Кольонія (пол. Mąkolin-Kolonia) — село в Польщі, у гміні Бодзанув Плоцького повіту Мазовецького воєводства.
Населення — 104 особи (2011).
У 1975-1998 роках село належало до Плоцького воєводства.

## Демографія
Демографічна структура станом на 31 березня 2011 року:
|          | Загалом | Допрацездатний вік | Працездатний вік | Постпрацездатний вік |
| -------- | ------- | ------------------ | ---------------- | -------------------- |
| Чоловіки | 57      | 13                 | 39               | 5                    |
| Жінки    | 47      | 3                  | 35               | 9                    |
| Разом    | 104     | 16                 | 74               | 14                   |